# 2025 en Inde
Chronologie de l'Inde
- 2021
- 2022
- 2023
- 2024
- 2025
- 2026
- 2027
- 2028
- 2029

Cette page concerne les évènements survenus en 2025 en Inde :

## Évènements
- 5 janvier :  un hélicoptère HAL Dhruv Mark 3 de la Garde côtière indienne s'écrase à l’atterrissage sur l'aéroport de Porbandar dans l'État de Gujarat. Les trois personnes à bord sont mortes[1].
- 13 janvier : début des festivités de la Kumbh Mela à Prayagraj, le plus grand rassemblement humain avec 400 millions de pèlerins attendus.
- 17 janvier : douze naxalites sont tués lors d'un raid de police à Bijapur, Chhattisgarh[2].
- 29 janvier : au moins 15 personnes sont tuées dans une bousculade, lors du festival hindou de Prayagraj, dans l'Uttar Pradesh[3].
- 9 février : trente et un militants maoïstes et deux membres des forces de sécurité sont tués, lors d'une fusillade près de la rivière Indravati dans le Chhattisgarh[4].
- 16 février : une bousculade fait au moins 18 morts, et en blesse dix autres, à la gare de New Delhi[5].
- 2 avril : un avion de combat SEPECAT Jaguar IT de la force aérienne indienne s'écrase dans le district de Jamnagar. Un des deux pilotes est mort, le second blessé[6].
- 22 avril : une attaque terroriste contre un groupe de touristes près de Pahalgam, au Cachemire administré par l'Inde, tue 28 personnes[7].
- 23 avril : début de la crise indo-pakistanaise de 2025[8]. Plusieurs dizaines de civils indiens tués sont et au moins un avion de combat Dassault a été perdu.
- 14 mai : 
  - au moins 31 militants, dont de hauts dirigeants de la rébellion naxalite, sont tués dans une opération militaire à la frontière entre les États du Chhattisgarh et du Telangana[9].
  - le porte-conteneurs MSC Elsa 3' de la Mediterranean Shipping Company sombre à 38 milles marins de l’État indien de Kerala[10].
- 9 juin : Le MV Wan Hai 503, porte-conteneurs de 268 mètres battant pavillon de Singapour, prend feu à 78 milles nautiques du port indien de Beypore. Quatre des 22 membres d'équipage sont portés disparus[11].
- 12 juin : le vol Air India 171, un Boeing 787-8 transportant 230 passagers, et 12 membres d'équipage, s'écrase peu après son décollage de l'aéroport d'Ahmedabad sur un quartier résidentiel, dans le Gujarat[12]. Le bilan est de 260 morts, 241 a bord de l'avion et 19 au sol[13].
- 15 juin : au moins sept personnes sont tuées, lorsqu'un Bell 407 s'écrase dans une zone boisée par mauvais temps alors qu'il se dirigeait vers le temple de Kedarnath à Kedarnath (Uttarakhand)[14].
- 30 juin : une explosion dans une usine fabriquant de la cellulose microcristalline dans l'état indien de Telangana fait au moins 40 morts et plus de 33 blessés [15].
- 14 août/15 août :  au moins 60 personnes sont comme mortes, et 80 autres sont portées disparues, dans le village de Chisoti du District de Kishtwar suite à la mousson[16].
- 17 août : au moins sept personnes sont tuées et cinq autres blessées, lorsqu'une averse provoque des crues soudaines et des glissements de terrain dans le district de Kathua, au Jammu-et-Cachemire[17].

## Sport
- Championnat d'Inde de football 2024-2025
- Championnat d'Inde de football 2025-2026
- Indian Super League 2024-2025
- Indian Super League 2025-2026